# Инаугурация Джона Кеннеди
Инаугурация Джона Кеннеди в качестве 35-го Президента США состоялась 20 января 1961 года. Одновременно к присяге был приведён Линдон Джонсон как 37-й вице-президент США. Президентскую присягу проводил Председатель Верховного суда США Эрл Уоррен, а присягу вице-президента принимал спикер Палаты представителей США Сэм Рейберн.
Кеннеди вступил в должность после президентских выборов, на которых он с небольшим отрывом победил Ричарда Никсона, действующего вице-президента. Он был первым католиком, который стал президентом, а также стал самым молодым человеком, избранным на пост президента США, и первым президентом, родившимся в XX веке. Это также была первая инаугурация, на которой принял участие поэт Роберт Фрост.
Кеннеди был убит через 2 года после инаугурации, и Джонсон сменил его на посту президента.

## Церемония
Перед тем, как отправиться в Капитолий в компании с уходящим президентом Дуайтом Эйзенхауэром, Кеннеди пошёл на утреннюю мессу в католической церкви Святой Троицы. Кардинал Ричард Кушинг провёл молитвенную службу, которая длилась 28 минут.
Присягу вице-президента принял спикер Палаты представителей США Сэм Рейберн. Это был первый раз, когда спикер принял присягу: во время предыдущих инаугураций её принимал либо временным президентом Сената, либо уходящий вице-президент, либо сенатор США. 
Роберт Фрост, которому тогда исполнилось 86 лет, прочитал своё стихотворение «Дар навсегда». Кеннеди попросил Фроста прочитать стихотворение на инаугурации, предлагая «Дар навсегда», посчитав это благодарностью Фросту за его помощь во время кампании. Позже Кеннеди заявил, что восхищался «храбростью, непревзойденным мастерством и отвагой» Фроста, и добавил, что «я никогда не думал о том, что мир политики и мир поэзии так далеки друг от друга. Я думаю, что политики и поэты разделяют по крайней мере одну вещь — то, что их величие зависит от мужества, с которым они сталкиваются с жизненными трудностями». Американский поэт Уильям Мередит сказал, что просьба «сосредоточила внимание на Кеннеди как на культурном человеке, как на человеке, интересующемся культурой». 
Фрост написал новое стихотворение под названием «Посвящение» специально для церемонии в качестве предисловия к поэме, предложенной Кеннеди, к удивлению друзей Кеннеди. Утром на инаугурации Фрост попросил Стюарта Юдалла, будущего министра внутренних дел, чтобы его рукописный черновик был напечатан на машинке для более лёгкого чтения, что Юдалл исполнил. 
Однако, когда Фрост оказался на президентской трибуне, блики солнца и снега не позволили ему прочитать свои бумаги. Когда Фрост начал читать, он запулся на первых трёх строчках, щурясь на свои бумаги в виду толпы и камер. Вице-президент Джонсон попытался помочь, используя свой цилиндр в качестве тени, однако Фрост отмахнулся от предложения, взял шляпу и в шутку сказал: «Я помогу вам с этим», вызвав смех и аплодисменты толпы и президента Кеннеди. Понимая безотлагательность ситуации, Фрост заявил в микрофоны, что «это стихотворение должно было быть предисловием к стихотворению, которое мне не нужно читать», и начал декламировать «Дар навсегда» по памяти. Это был первый раз, когда стихотворение было прочитано на инаугурации президента, и эту особенность повторяли будущие президенты Билл Клинтон, Барак Обама и Джо Байден на своих церемониях.
Фрост передал печатную версию недоставленного стихотворения «Посвящение» Юдаллу после церемонии, который в конечном итоге передал документ Библиотеке Конгресса, где он хранится сегодня. Оригинальная версия рукописи, лично посвященная Фросту, была предоставлена президенту и в настоящее время хранится в Президентской библиотеке Джона Кеннеди. Жена Кеннеди, Жаклин, вставила эту рукописную версию в рамку, написав на обратной стороне рамки: «Для Джека. Первое, что я придумала, чтобы поставить в твой офис. Первое, что нужно там повесить». Фрост официально представил стихотворение, переименованное в «Для Джона Ф. Кеннеди и его инаугурации» и расширенное с 42 до 77 строк в марте 1962 года. Непрочитанное стихотворение (опубликованное в 1962 году как часть сборника стихов Фроста «На поляне») было в конечном счёте прочитано капелланом в Капитолии США Дэниелом П. Кафлином во время празднования 50-летия инаугурации Кеннеди.

## Галерея

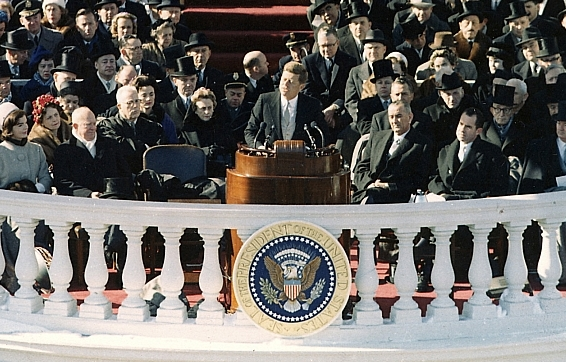
Кеннеди произносит речь
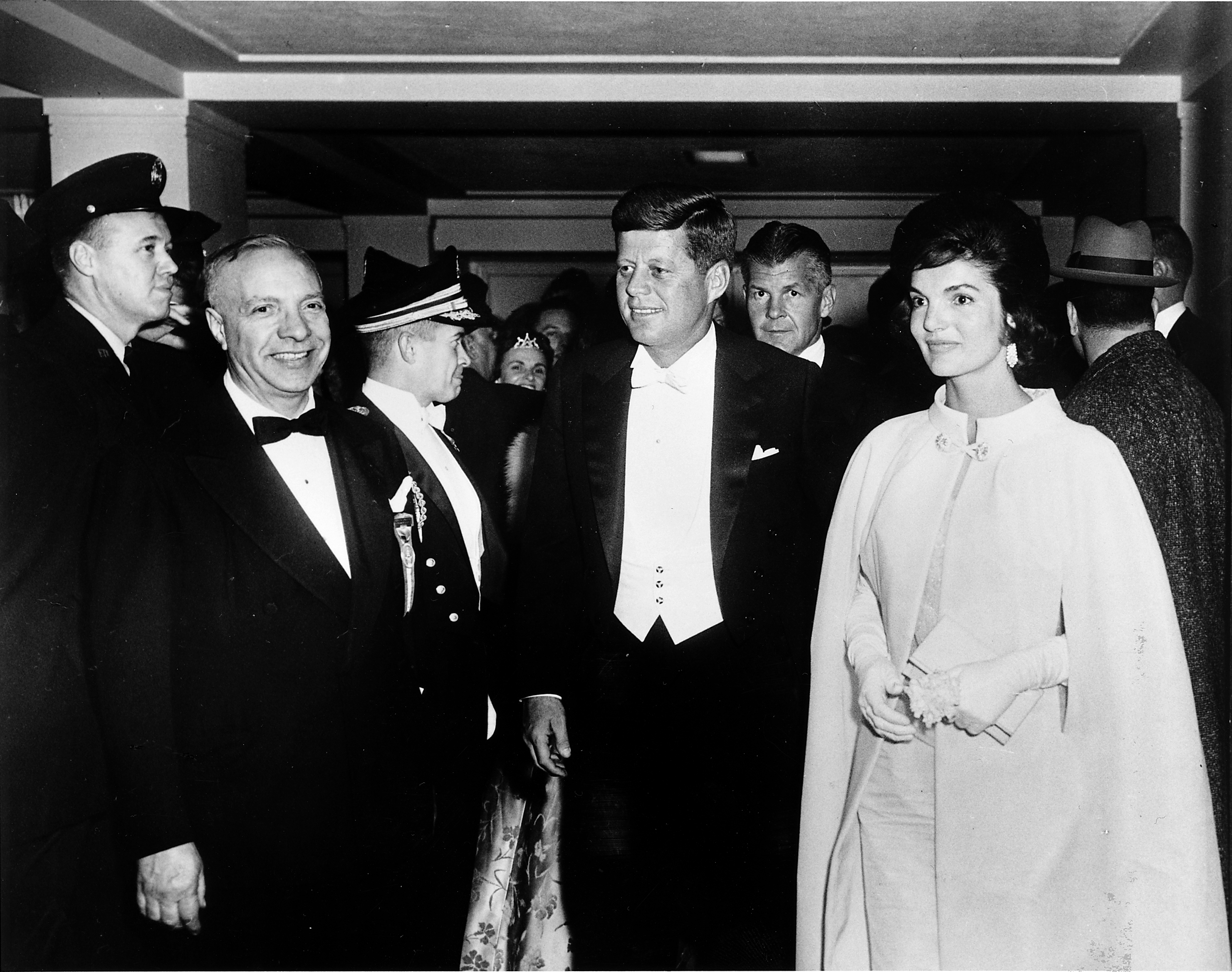
Президент Кеннеди с женой на инаугурационном балу